# Adela Peralta Leppe
Adela Peralta Leppe conocida también por su nombre artístico Tiki tiki (Veracruz, 13 de noviembre de 1929-Ciudad de México, 22 de marzo de 2018) fue una actriz, cantante, bailarina, periodista y payasa mexicana. Además de su trayectoria por varias décadas, destacó por ser una de las primeras payasas mexicanas.

## Trayectoria
Adela Peralta comenzó su trayectoria en 1948 al integrarse a la compañía artística “México Lindo”. Formó su propia compañía de ballet “Las Leppe Sisters” misma que actuó en presentaciones de artistas en México como Damaso Pérez Prado y Bill Halley & His Comets. El compositor Luis Arcaraz le compuso la canción «Dulce» para que fuera bailada por su compañía artística.
Fue el cantante y compositor Daniel Santos quien la apodó Tiki tiki, nombre que adoptó para su carrera como payasa la cual llevó por seis décadas. Tal actividad le mereció el reconocimiento de “payasa decana” por la Hermandad de Payasos Latinos. Además de su carrera actoral realizó actividades de defensa de los derechos laborales en su gremio como la construcción de guarderías para mujeres afiliadas a la Asociación Nacional de Actores (Anda) y fue delegada sindical.
Leppe fue víctima del Terremoto de México de 2017 al colapsar el edificio donde vivía al sur de la Ciudad de México en el que permaneció por 32 horas hasta ser rescatada. Permaneció hospitalizada diversos meses por el hecho.
Falleció el 21 de marzo de 2018 en la capital mexicana.